# Mateo González Pérez-Santamarina
Mateo González Pérez-Santamarina (Oviedo, Asturias, 19 de diciembre de 1999) es un entrenador español de baloncesto que actualmente ejerce como Segundo Entrenador en el equipo profesional alemán Black Forest Panthers, de la tercera división alemana (ProB). Su anterior experiencia sería en el Club Baloncesto Peñas Huesca de la Liga LEB Plata como Segundo Entrenador y también como Entrenador Jefe de su equipo Filial que jugaba en la Primera División Nacional de Baloncesto. Desde el verano de 2019 también es parte fija del cuerpo técnico de la Federación andorrana de basquetbol: ha sido y es Segundo Entrenador de varias selecciones nacionales andorranas (Absoluta Femenina, sub-18 masculina y sub-18 femenina).

## Trayectoria
Su carrera comienza a la edad de 15 años siendo el delegado de equipo del Universidad de Oviedo de la Liga Femenina 2. Allí estuvo dos temporadas (2014/15 y 2015/16) y también la pretemporada de la 2016/17.
En la temporada 2016/17 ficha como segundo entrenador por el equipo sénior femenino del BVM2012 de la Primera División Autonómica Femenina. Durante los meses de mayo y junio también fue entrenador ayudante del equipo alevín femenino Rojo.
Para el siguiente año 2017/18 Mateo ejercería como responsable de scouting en el Basketmar Gijón. Vuelve así Mateo a la Liga Femenina 2 tras su etapa en Oviedo. A nivel de club también formaría parte de los cuerpos técnicos de los equipos cadete A y júnior. En ese mismo año se incorporaría también al club Siete Pulmones Gijón en el que estaría dos temporadas. 2017/18 y 2018/19 como segundo entrenador en Segunda División Autonómica Masculina y 2018/19 como entrenador jefe del equipo B del club en Tercera División Autonómica Masculina.
En la 2018/19 Mateo se uniría al CDB Fodeba. Fue entrenador ayudante durante dos temporadas (2018/19 y 2019/20) del equipo sénior de la Primera Nacional Femenina. En ese mismo año ficharía también por el Gijón Basket. Allí dirigió a equipos cadetes masculinos en ambas temporadas y en la 2019/20 dio el salto a Liga EBA como entrenador ayudante.
En septiembre de 2020 cambiaría Avilés por Gijón regresando a la Liga Femenina 2, tras su fichaje por el ADBA (Agrupación Deportiva Baloncesto Avilés) siendo el segundo entrenador.
En septiembre de 2021 Mateo puso rumbo a Dinamarca. Estaría desde septiembre hasta diciembre trabajando como entrenador jefe en el histórico Gladsaxe Basketball Klub. Dirige a su equipo sénior masculino de la Segunda División de Dinamarca, sub-19 masculino, sub-17 masculino y sub-17 femenino. Sin embargo la experiencia no fue buena y el entrenador asturiano es despedido.
En septiembre de 2022 se oficializa su fichaje por el Club Baloncesto Peñas Huesca. En la capital alto-aragonesa Mateo trabajó como segundo entrenador del equipo profesional masculino de la Liga LEB Plata y como entrenador jefe del equipo Filial de la Primera Nacional Masculina. Entre su despido en Dinamarca y su fichaje en Huesca Mateo se mantuvo activo colaborando con un club local: Asturiana Basket.
Para la temporada 2023-24 Mateo regresaría a Asturias y al Club Gijón Basket en concreto. Sería el Segundo Entrenador del equipo profesional masculino que juega en la Categoría Liga EBA. Pero en el mes de noviembre se anunciaría su fichaje por el equipo alemán Black Forest Panthers, también como Segundo Entrenador. Compite en la tercera división alemana (ProB).